# Выстрел в лесу
«Выстрел в лесу» (латыш. Šāviens mežā) — художественный фильм режиссёра Рихарда Пикса, снятый по мотивам романа Альберта Белса «Корни» на Рижской киностудии в 1983 году.

## Сюжет
В начале хлопотливой трудовой недели лесничий Лиепсаргс принимает у себя приехавшего из Риги журналиста, в детские годы жившего по-соседству. Прибыл он по письму бывшего лесничего Чукурса, обвиняющего руководителей колхоза в безудержном привлечении заезжих бригад. По его мнению наёмные работники безжалостно губят лес, вырубая любой указанный им участок. Чувствуя себя некими хозяевами жизни они не гнушаются браконьерским отстрелом зверья. С одним из таких браконьеров и сошёлся на узкой лесной тропинке неуступчивый Лиепсаргс.

## В ролях
- Эдуард Павулс — Лиепсаргс
- Олев Эскола — Чукурс
- Арнольд Лининьш — Трукша
- Улдис Думпис — Васариньш
- Янис Паукштелло — Леиньш
- Мара Земдега — Альвина
- Вера Селга — Ильзе
- Инара Слуцка — Иева
- Юрис Лиснерс — Каспарс
- Хельмут Эглитис — Янчук
- Антра Лиедскалныня — социальный работник
- Айварс Богданович — бригадир
- Михаил Кублинскис — адвокат

## Съёмочная группа
- Авторы сценария: Виктор Лоренц
- Режиссёр-постановщик: Рихард Пикс
- Оператор: Давис Симанис
- Композитор: Мартиньш Браунс
- Художник: Виктор Шильдкнехт